# شاتو فيتري
شاتو فيتري هو قلعة تاريخية تقع في بلدة فيتري، إيل وفيلان، فرنسا.